# Focke-Garten
Der Focke-Garten (Fockegarten) – auch Museumsgarten genannt – ist ein Park am westlichen Rand der Bremer Altstadt. Er steht als benannter Teil der Bremer Wallanlagen unter Denkmalschutz.

## Geschichte

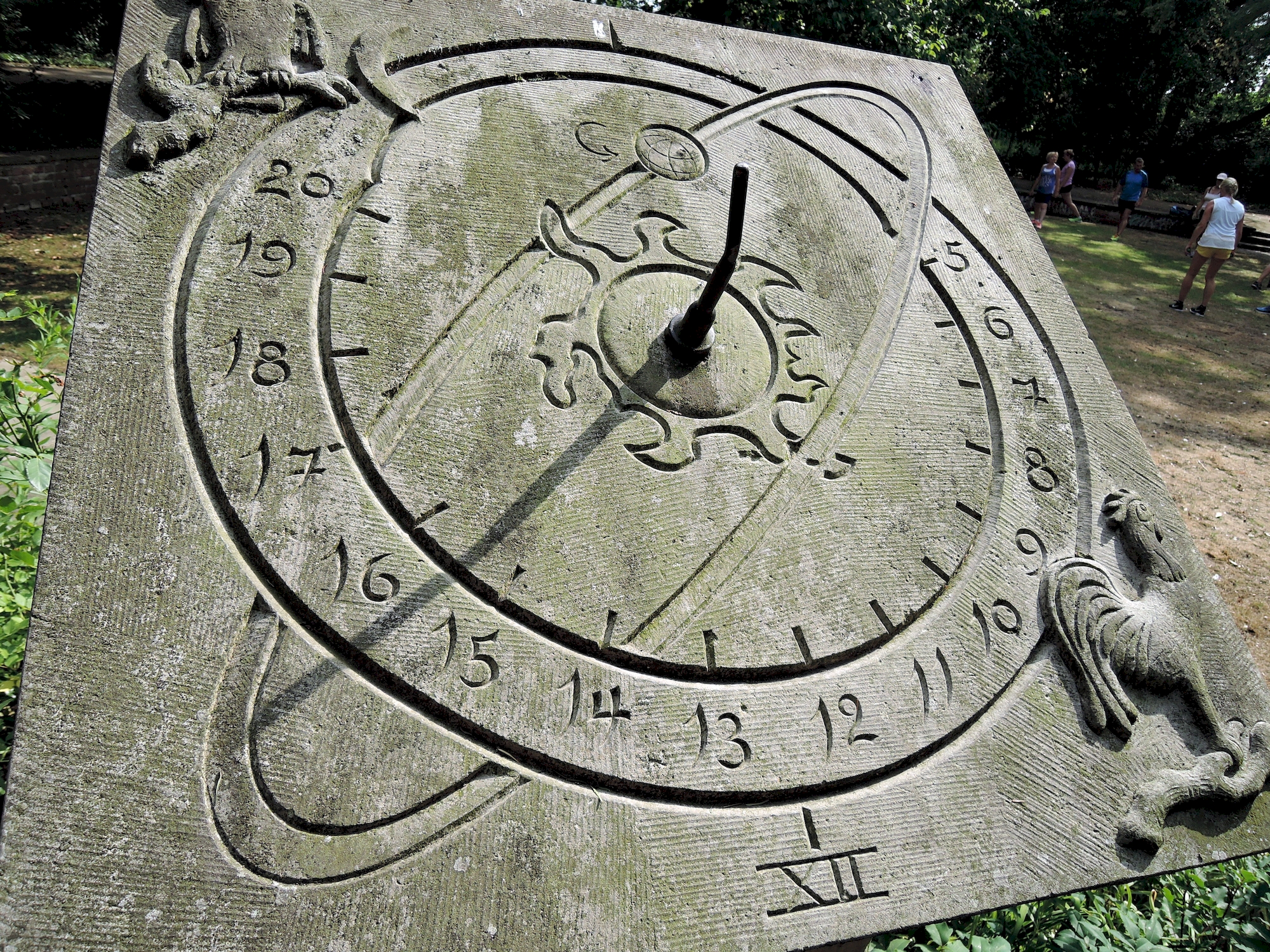
Sonnenuhr von August Tölken

Auf dem Gelände des heutigen Focke-Gartens wurde 1696 bis 1698 von Hermann Brüggemann das Bremer Armenhaus errichtet, welches später als Altenheim genutzt wurde. Nach Umzug des Altenheimes in den Bremer Stadtteil Osterholz (Egestorff-Stiftung) war hier von 1912 bis zur Zerstörung im Zweiten Weltkrieg (1944) das Focke-Museum beheimatet.
Der Focke-Garten wurde in den 1950er Jahren auf dem Gelände des kriegszerstörten Focke-Museums angelegt, dessen Gründer der Bremer Jurist Johann Focke (1848 bis 1922) war. Die Fläche wurde in die Bremer Wallanlagen einbezogen, so dass sich diese auch an ihrem westlichen Ende bis an die Weser erstrecken. Der Garten ist durch Backsteinmauern in mehrere konzentrische, vom Grundriss her rechteckige Ebenen gegliedert. Die äußerste Ebene liegt bereits unter Straßenniveau, die weiter innen liegenden Ebenen jeweils einige Stufen tiefer (Senkgarten). Im Park befindet sich auf einem Sockel aus dem Jahre 1747 eine äquatorparallele Sonnenuhr des Bildhauers August Tölken (1892–1975). Zahlreiche Pflanzen und Gehölze sind in dem Garten zu finden, darunter Kletterhortensien, Geißbart, Magnolien, Ginkgos, Iris, Kiwi- und Zitrusbäume.
Als Abschluss der Fläche wurde das sogenannte Franzosentor in die Gestaltung eingebunden. Heute steht das Tor in Schwachhausen auf dem Gelände des Focke-Museums.
Nach dem Ausbau der Bundesstraße 6 als Schnellstraße in den 1960er Jahren fristete der Focke-Garten – bedingt durch seine Lage zwischen Schnellstraße, Eisenbahnlinie und Weser – ein Schattendasein. Daher wurde er vom Gartenbauamt wenig gepflegt und verwilderte.
Durch die Neugestaltung der Schlachte ist die Erreichbarkeit verbessert worden. Der Garten und das umliegende Gelände wurden im Rahmen der Umsetzung des Parkpflegewerkes für die Wallanlagen (anlässlich ihres 200. Geburtstages im Jahr 2002) ausgelichtet und neu bepflanzt, die Wege, Mauern und Tore wurden saniert und eine neue Beleuchtung installiert.
Ein großer Teil des Fahrradverkehrs zwischen der Innenstadt und dem Bremer Westen wird am Park entlanggeführt. Während der Sommermonate 2006 wurde am Eingangsbereich zum Park eine Freiluft-Gastronomie betrieben.